# Округ Олбани (Њујорк)
Округ Олбани (енгл. Albany County) је округ у америчкој савезној држави Њујорк. По попису из 2010. године број становника је 304.204.

## Демографија
Према попису становништва из 2010. у округу је живело 304.204 становника, што је 9.639 (3,3%) становника више него 2000. године.
| Група             | 2000.           | 2010.           |
| Белци             | 240.913 (81,8%) | 231.152 (76,0%) |
| Афроамериканци    | 32.624 (11,1%)  | 38.609 (12,7%)  |
| Азијати           | 8.090 (2,7%)    | 14.579 (4,8%)   |
| Хиспаноамериканци | 9.079 (3,1%)    | 14.917 (4,9%)   |
| Укупно            | 294.565         | 304.204         |